# Keith Adamson
Keith Brian Adamson (* 3. Juli 1945 in Houghton-le-Spring) ist ein ehemaliger englischer Fußballspieler.

## Karriere
Adamson spielte in der Saison 1965/66 in der Northern League zunächst für West Auckland Town und anschließend für Tom Law Town, bevor er für ein Probetraining zum Profiklub FC Barnsley kam und für deren Reserve zwei Partien in der Central League absolvierte. Da die Statuten der Football Association nur ein Testspiel gestatteten, nachdem er im Saisonverlauf bereits für zwei andere Klubs aktiv gewesen war, wurde Adamson in der Northern League gesperrt und eine Partie im Durham Challenge Cup, in der er nach seinem Probetraining zum Einsatz kam, am grünen Tisch für den Gegner AFC Shildon gewertet. Im März 1966 wechselte Adamson als Teilzeitprofi schließlich zu Barnsley in die Football League Fourth Division, bei denen er auf der Mittelstürmerposition den zum FC Bury gewechselten George Kerr ersetzen sollte. In den folgenden Wochen kam Adamson zu sechs torlosen Einsätzen, dabei gelangen lediglich zwei Unentschieden. 
Zur Folgesaison wurde Adamson Vollzeitprofi, im Saisonverlauf kam er aber lediglich zu einem weiteren Pflichtspieleinsatz für Barnsley und am Saisonende wurde ihm ein ablösefreier Wechsel gestattet. Seine Karriere setzte er in der Midland League beim FC Scarborough fort, für den er in der Saison 1967/68 mit 22 Ligatreffern vereinsintern bester Torschütze war, dabei in allen 40 Partien zum Einsatz kam und auch an der Seite seines jüngeren Bruders Terry spielte. In der Spielzeit 1968/69 gehörte Scarborough zu den Gründungsmitgliedern der Northern Premier League, in der als Pendant zur Southern Football League gegründeten Spielklasse, die die besten semiprofessionellen Non-League-Teams Nordenglands vereinigte, gelangen ihm sechs Saisontreffer, während die Mannschaft in der Abschlusstabelle knapp vor den Abstiegsplätzen rangierte; im North Riding Senior Cup gewann man derweil durch einen 2:0-Erfolg (ein Tor von Adamson) über die Reserve des FC Middlesbrough den Titel. Insgesamt bestritt Adamson für Scarborough in den beiden Spielzeiten 79 Pflichtspiele und erzielte dabei 32 Tore.